# 淤田
淤田，一种利用浑浊河水灌淤田地改良土壤的方法。
用决水之法将河水中挟带的淤泥漫浸到咸卤之地，以改良土地和扩大河滩耕地,使之成为沃土，提高粮食产量。用引灌带泥沙河水的办法来改良或扩大耕地, 使盐碱不毛之地变为腴田。水利田之一种。始于战国初年魏国西门豹在邺地引漳溉田。从秦汉开始，唐朝继承。宋朝时，已经普遍推行，北方地区更出现有计划的大规模人工放淤，以改造盐碱地。宋仁宗时，在绛州地区淤田。宋神宗时期，在京东西路、河北路、河东路、京畿路推行，引运河、汴河、黄河、滹沱河、汾河、漳河各河水，大量淤田。各路和京师设立淤田司主管此事。多由服役兵从事，招佃户耕作，收获的充当军粮。后代也多实在行。